# AGP
АГП  '(engl. Accelerated Graphics Port) је убрзан порт намијењен искључиво за графичке картице (пошто један иначе захтева већу пропусност података) која се налази матичној плочи. Направио је  Интел због све већих захтева 3Д рачунарских игара и осталих захтеваних апликација, омогућава директну комуникацију између карата и меморија.

## Историја
АГП слот се први пут појавио на x86- компатибилним системским плочама заснованим на Сокет 7 Интел П5 Пентиум и Слот 1 П6 Пентиум II процесорима. Интел је 26. августа 1997. представио АГП подршку са и 440 ЛКС Слот 1 чипсетом, а поплава производа услиједила је од свих главних произвођача системских плоча. 
Први Сокет 7 чипсети који подржавају АГП били су ВИА Аполо ВП3, СиС 5591/5592, а АЛИ Аладин В. Интел никада није објавио АГП опремљен Сокет 7 чипсет. ФИЦ је демонстрирао прву Сокет 7 АГП системску плочу у новембру 1997. године као ФИЦ ПА-2012 базирану на ВИА Аполо ВП3 чипсету, након чега је ЕПОКС П55-ВП3 врло брзо базиран на ВИА ВП3 чипсету који је први на тржишту.
Рани видео чипсета посједовање АГП подршка били су Рендитион Верите В2200, 3дфк Вуду Банши, НВИДИА РИВА 128, 3Длабс ПЕРМЕДИА 2, АМД и740, АТИ Раге серије, МАТРОКС Миленијум 2 и С3 ВиРГЕ Силент / 2. Неке ране АГП плоче користиле су графичке процесоре изграђене око ПЦИ и једноставно су премошћене на АГП. Ово је резултирало тиме да су картице имале мало користи од нове сабирнице, с тим да је једино побољшање користило сат са 66 МХз, са резултирајућим двоструким пропусним опсегом у односу на ПЦИ, и ексклузивношћу сабирница. Примери таквих карата су били Вуду Банши, Верите В2200, Милениум ИИ и С3 ВиРГЕ ГКС / 2. Интелов и740 је експлицитно дизајниран да искористи нови скуп АГП функција; у ствари, дизајниран је тако да се текстује само из АГП меморије, што чини ПЦИ верзије плоче тешким за имплементацију (РАМ локалног одбора је морао да емулира АГП меморију).
Мајкрософт је први пут увео АГП подршку у Виндовс 95 ОЕМ Сервис Рилис 2 (ОСР2 верзија 1111 или 950Б) преко УСБ СУПЛЕМЕНТ-а на ОСР2 патх. Након наношења фластера Виндовс 95 систем је Виндовс 95 верзије 4.00.950 Б. Први оперативни систем заснован на оперативном систему Виндовс НТ који је добио АГП подршку био је Виндовс НТ 4.0 са сервисним пакетом 3, који је уведен 1997. Линукс подршка за брзе трансфере података са АГП-ом је први пут додата 1999. године имплементацијом АГП гарт кернел модула.

## Предности од ПЦИ (PCI)
Како су рачунари све више постајали графички оријентисани, узастопне генерације графичких адаптера почеле су да гурају границе ПЦИ-ја, сабирнице са заједничким пропусним опсегом. То је довело до развоја АГП-а, "буса" посвећеног графичким адаптерима.
АГП се у великој мери заснива на ПЦИ-ју, АГП сабирница је суперсет конвенционалне ПЦИ магистрале, АГП картице морају бити ПЦИ картице.
Основна предност АГП-а над ПЦИ-јем је што обезбеђује намјенски пут између слота и процесора, а не дијељења ПЦИ сабирнице. Поред недостатка конкуренције за аутобус, директна веза омогућава већу брзину такта.
Друга велика промена је да АГП користи подељене трансакције, где су адресе и фазе података ПЦИ трансакције одвојене. Картица може слати многе фазе адреса, а домаћин их обрађује у реду. На овај начин се избегавају дуга кашњења, док је у стању мировања, током операција читања.
Треће, ПЦИ бас хендсикинг је поједностављено. За разлику од ПЦИ бас трансакција чија дужина се преговара на основу циклуса по циклусу користећи сигнале ФРАМЕ # и СТОП #, АГП трансфери су увијек вишеструки од 8 бајта, а укупна дужина је укључена у захтјев. Даље, уместо коришћења ИРДИ # и ТРДИ # сигнала за сваку реч, подаци се преносе у блоковима од четири тактна циклуса (32 речи на АГП 8 × брзини), а паузе су дозвољене само између блокова.
Коначно, АГП дозвољава (опционо у АГП 1.0 и 2.0, обавезно у АГП 3.0) адресно адресирање, што значи да су адресне и податковне сабирнице одвојене тако да фаза адресе уопће не користи главне адресе / податке (АД). То се постиже додавањем додатне 8-битне "Сајд Бенд Адрес" сабирнице преко које графички контролер може издавати нове АГП захтјеве док се други АГП подаци преносе преко главних 32 адреса / података (АД) линија. Ово доводи до побољшања укупне пропусности АГП података.
Ово велико побољшање перформанси читања меморије чини практичном за АГП картицу да чита текстуре директно из РАМ-а система, док ПЦИ графичка картица мора да га копира из системске меморије у видео меморију картице . Системска меморија је доступна помоћу табеле за пресликавање графичких адреса (ГАРТ), која распоређује главну меморију по потреби за складиштење текстуре. Максимална количина системске меморије која је на располагању АГП-у дефинисана је као АГП отвор.

## Верзије
| Спецификација | Волтажа | Клок      | брзина | Tрансфер/клок | брзина* (MB/s) |
| ------------- | ------- | --------- | ------ | ------------- | -------------- |
| PCI           | 3.3/5 V | 33 MHz    | —      | 1             | 133            |
| PCI 2.1       | 3.3/5 V | 33/66 MHz | —      | 1             | 133/266        |
| AGP 1.0       | 3.3 V   | 66 MHz    | 1×     | 1             | 266            |
| AGP 1.0       | 3.3 V   | 66 MHz    | 2×     | 2             | 533            |
| AGP 2.0       | 1.5 V   | 66 MHz    | 4×     | 4             | 1066           |
| AGP 3.0       | 0.8 V   | 66 MHz    | 8×     | 8             | 2133           |
| AGP 3.5*      | 0.8 V   | 66 MHz    | 8×     | 8             | 2133           |

Интел је 1997. објавио "АГП спецификацију 1.0". Он је специфицирао 3,3 волти сигнале и 1 × и 2 × брзине. [3] Спецификација 2.0 документована 1,5 волти сигнализација, која се може користити за 1 ×, 2 × и додатне 4 × брзине [7] [8] и 3.0, додала је сигнализацију од 0,8 волти, која би могла радити при брзинама 4 × и 8 × . [9] (1 × и 2 × брзине су физички могуће, али нису специфициране).
Доступне верзије су наведене у суседној табели.
Мајкрософт верзију 3.5 само јавно спомиње Мицрософт под Универсал Аццелератед Грапхицс Порт (УАГП), који специфицира обавезну подршку додатних регистара једном означених опционално под АГП 3.0. Надограђени регистри укључују ПЦИСТС, ЦАППТР, НЦАПИД, АГПСТАТ, АГПЦМД, НИСТАТ, НИЦМД. Нови потребни регистри су АПБАСЕЛО, АПБАСЕХИ, АГПЦТРЛ, АПСИЗЕ, НЕПГ, ГАРТЛО, ГАРТХИ.
Постоје различити физички интерфејси (конектори); погледајте одељак Компатибилност.

### Oфицијална проширења

#### АГП Про
Званично проширење за картице које захтевају више електричне енергије, са дужим утором са додатним пиновима за ту сврху. АГП Про картице су обично картице класа радне станице које се користе за убрзавање професионалних апликација за пројектовање помоћу рачунара које се користе у области архитектуре, машинске обраде, инжењеринга, симулација и сличних поља.

#### 64-бит АГП
64-битни канал је некада предложен као факултативни стандард за ПЦИ 3.0 у нацртима докумената, али је пала у коначној верзији стандарда.
Стандард дозвољава 64-битни пренос за АГП 8 × очитава, пише и брзо пише; 32-битни пренос за ПЦИ операције.

### Неформалне варијанте
Произвођачи су произвели бројне нестандардне варијације АГП интерфејса.

#### Унутрашњи АГП интерфејс
То је интерни АГП стандард интерфејса који користи СиС за контролере на северном мосту са интегрисаном графиком. Оригинална верзија подржава исти пропусни опсег као и АГП 8 ×, док Ултра-АГП 2 има максимални пропусни опсег од 3,2 ГБ / с.

#### ПЦИ-базирани АГП порт
Није прави АГП интерфејс, али омогућава АГП картицу да се повеже преко наслеђене ПЦИ магистрале на ПЦИ Екпресс матичној плочи. Ради се о технологији која се користи на матичним плочама произведеним од стране ЕЦС-а, а намијењена је да омогући да се постојећа АГП картица користи у новој матичној плочи, умјесто да се захтијева ПЦИе картица (од увођења ПЦИ-е графичких картица неколико матичних плоча осигурава АГП слотове). "АГП Екпресс" слот је у основи ПЦИ слот (са двоструком снагом) са АГП конектором. Он нуди компатибилност са АГП картицама, али пружа непотпуну подршку (неке АГП картице не раде са АГП Екпрес-ом) и смањене перформансе - картица је приморана да користи заједничку ПЦИ магистралу на нижој пропусности, уместо да користи искључиво бржи АГП.
АГИ
АСРок графички интерфејс (АГИ) је власничка варијанта стандарда убрзаног графичког порта (АГП). Његова сврха је да обезбеди АГП подршку за АСРок матичне плоче које користе чипсетове који немају изворну АГП подршку. Међутим, он није у потпуности компатибилан са АГП-ом, и познато је да неколико чипсета графичких картица није подржано.
АГКС
У Епок Адвансид Графикс еКстендед (АГКС) је још један власнички АГП варијанта са истим предностима и недостацима као АГИ. Упутства за употребу препоручују да не користите АГП 8 × АТИ картице са АГКС слотовима.
КСГП
Биостар Икстреме Графикс Порт је још један АГП варијанта, и са истим предностима и недостацима, као АГИ и АГКС.

## Компатибилност
АГП картице су компатибилне уназад и напријед у границама. Картице са кључем од само 1,5 волти неће прећи у слотове од 3,3 волти и обрнуто, иако постоје "Универзал" картице које ће се уклопити у било који тип слота. Постоје и невезани "универзални" слотови који ће прихватити било коју врсту картице. Када је АГП универзална картица укључена у АГП универзални прикључак, користи се само 1,5 волти дио картице. Неке картице, као што су Нвидијина ГеФорс 6 серија (осим 6200) или АТИ-јева Радеон Кс800 серија, имају само кључеве од 1,5 волти да би се спречило њихово инсталирање у старије матичне плоче без подршке за 1,5 волти. Неке од последњих модерних картица са подршком за 3,3 волти биле су Нвидија ГеФорс ФКС серије (ФКС 5200, ФКС 5500, ФКС 5700, неки ФКС 5800, ФКС 5900 и неки ФКС 5950), Гефорс 6 серија (само 6200, 6600/6600 ЛЕ / 6600 ГТ) и АТИ Радеон 9500/9700/9800 (Р350) (али не и 9600/9800 (Р360)). Неке Гефорс 6200 и Гефорс 6600 картице ће функционисати са АГП 1.0 (3,3 волти) слотовима.
АГП Про картице се неће уклопити у стандардне слотове, али ће стандардне АГП картице радити у Про слоту. Матичне плоче опремљене универзалним АГП Про слотом ће прихватити 1,5 волти или 3,3 волти картицу у АГП Про или стандардној АГП конфигурацији, Универсал АГП картици или Универсал АГП Про картици.
Неке картице неисправно имају двоструке урезе, а неке матичне плоче погрешно имају потпуно отворене слотове, што омогућава да се картица прикључи на слот који не подржава исправан сигнални напон, који може оштетити картицу или матичну плочу. Неке погрешно дизајниране старе 3,3 волти картице имају кључ од 1,5 волти.
Постоје неки власнички системи који нису компатибилни са стандардним АГП; на пример, Епл Повер Мекинтош рачунари са Епл Дисплеј Конектором (АДЦ) имају додатни конектор који напаја прикључени екран. Неке картице дизајниране за рад са специфичном ЦПУ архитектуром (нпр. ПЦ, Епл) можда неће радити с другима због проблема са фирмвером.
1. ↑  AGP Pro 1.1a specification